# 브깔타

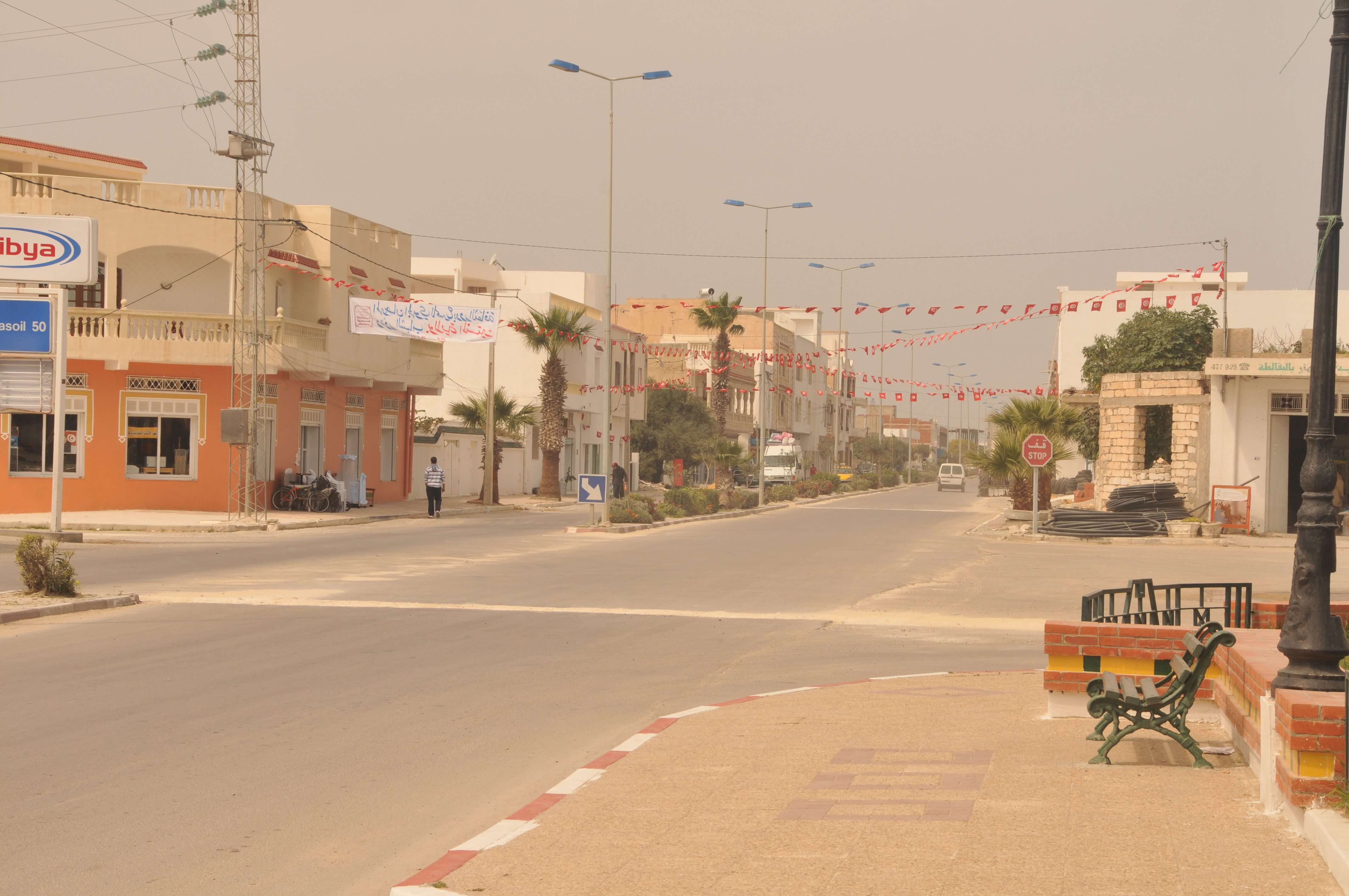
베칼타

브깔타(아랍어: البقالطة 알브깔타[*])는 튀니지 모나스티르 주에 있는 도시이다. 인구는 13,695명(2004년)이다. 주민들은 주로 농업과 어업을 한다.

## 같이 보기
- 튀니지
- 모나스티르주